# Hey, Man!
Hey, Man! è il quarto singolo ufficiale di Nelly Furtado e il quinto ad essere estratto da Whoa, Nelly!.
È stato pubblicato solamente in Inghilterra e Germania

## Tracce
CD
1. "Hey, Man!"
2. "Hey, Man!" (Live)
3. "Baby Girl" (Live)
4. "Shit on the Radio (Remember the Days)" (Remix)